# 阿尔巴尼亚妇女联盟
阿尔巴尼亚妇女联盟是阿尔巴尼亚社会主义人民共和国的一个群众组织。该组织成立于1943年，解散于1992年。和当时的其他群众组织一样，它隶属于阿尔巴尼亚民主阵线。
1943年，阿尔巴尼亚妇女联盟作为阿尔巴尼亚共产党的分支成立，最初取名为阿尔巴尼亚反法西斯妇女联盟。1946年，在该组织的代表大会上，改名为阿尔巴尼亚妇女联盟。
该组织的任务是动员全国妇女的政治和社会活动，负责她们的意识形态培训，并领导妇女解放运动。由恩维尔·霍查于1966年发起的妇女解放运动，在确保妇女拥有平等的社会和政治权利方面取得相当大的成功。作为运动的一部分，城市妇女被派往农村地区，向那里的妇女宣传党的妇女角色政策。到1980年代末，妇女占劳动力的47%，并占人民议会议员的约30%。妇女在各级政府中担任重要职位，并在大多数工作中获得同等报酬。
该组织由奥尔加·普伦比任主席直到1946年，1946年—1952年由涅奇米叶·霍查领导，1952年—1982年由维托·卡波任主席，1990年由阿尔巴尼亚劳动党中央委员鲁姆图丽·雷查任主席。